# Tętnica piszczelowa przednia
Tętnica piszczelowa przednia (łac. arteria tibialis anterior) – w anatomii człowieka tętnica kończyny dolnej powstająca z podziału tętnicy podkolanowej, będąca razem z tętnicą piszczelową tylną jedną z dwóch jej gałęzi końcowych. 
Zaczyna się przy łuku ścięgnistym mięśnia płaszczkowatego, poniżej mięśnia podkolanowego i przechodzi z komory tylnej do komory przedniej goleni przez otwór górny w błonie międzykostnej goleni. Następnie biegnie pionowo w dół na przedniej powierzchni tej błony, w większej części przebiegu towarzysząc brzegowi bocznemu mięśnia piszczelowego przedniego. Krzyżowana jest w dolnej części podudzia przez ścięgno mięśnia prostownika długiego palucha. Pod troczkiem dolnym mięśni prostowników zmienia swą nazwę na tętnicę grzbietową stopy.
W swoim przebiegu oddaje następujące gałęzie:
- tętnica wsteczna piszczelowa przednia,
- tętnica wsteczna piszczelowa tylna,
- tętnica kostkowa przednia boczna,
- tętnica kostkowa przednia przyśrodkowa,
- gałęzie mięśniowe.

Tętnicy piszczelowej przedniej towarzyszą dwie żyły piszczelowe przednie i nerw strzałkowy głęboki.